# Хацей, Игорь Владимирович
Евгений Владимирович Хацей (14 июля 1972, Челябинск — 9 марта 2021, Москва) — советский и российский хоккеист, защитник. Мастер спорта России.

## Биография
Отец работал на ЧМЗ, мать — в ателье. Как и старший брат Евгений, воспитанник «Металлурга» Челябинск. Дебютировал в первенстве СССР за «Металлург» в сезоне 1989/90 первой лиги. Следующий сезон начал в челябинском «Тракторе», но после шести игр в высшей лиге вернулся в «Мечел» — так стал называться «Металлург». Вновь сыграл за «Трактор» во второй половине сезона 1993/94 — провёл 5 матчей в чемпионате и 6 в плей-офф. С сезона 1994/95 — в омском «Авангарде». По ходу сезона 1997/98 вновь вернулся в «Мечел», игравший в РХЛ. Затем выступал за «Спартак» Москва (2002/03), «Амур» (2003/04), ХК МВД и «Мечел» (2004/05). Завершал карьеру в команде чемпионата Белоруссии «Юность» Минск (2005/06 — 2006/07).
Бронзовый призёр МХЛ (1993/94, 1995/96). Чемпион (2005/06), бронзовый призёр (2006/07) чемпионата Белоруссии.
В 2007—2015 годах — тренер в школе «Спартака». В сезоне 2015/16 — тренер команды ВХЛ «Буран».
9 марта 2021 года в возрасте 48 лет скончался от острой сердечно-сосудистой недостаточности после матча любительских команд. Через два года от сердечного приступа скончался и брат Евгений.
Сын Арсений также играл в хоккей. 
Похоронен на Леоновском кладбище